# Distrito electoral de South Fork (condado de Saline, Nebraska)
South Fork (en inglés: South Fork Precinct) es un distrito electoral ubicado en el condado de Saline en el estado estadounidense de Nebraska. En el Censo de 2010 tenía una población de 334 habitantes y una densidad poblacional de 3,58 personas por km².

## Geografía
South Fork se encuentra ubicado en las coordenadas 40°23′36″N 97°11′53″O / 40.39333, -97.19806. Según la Oficina del Censo de los Estados Unidos, South Fork tiene una superficie total de 93.37 km², de la cual 93.33 km² corresponden a tierra firme y (0.04%) 0.04 km² es agua.

## Demografía
Según el censo de 2010, había 334 personas residiendo en South Fork. La densidad de población era de 3,58 hab./km². De los 334 habitantes, South Fork estaba compuesto por el 96.11% blancos, el 0% eran afroamericanos, el 0.3% eran amerindios, el 0.9% eran asiáticos, el 0% eran isleños del Pacífico, el 2.69% eran de otras razas y el 0% pertenecían a dos o más razas. Del total de la población el 3.29% eran hispanos o latinos de cualquier raza.